# 로열 코트 극장

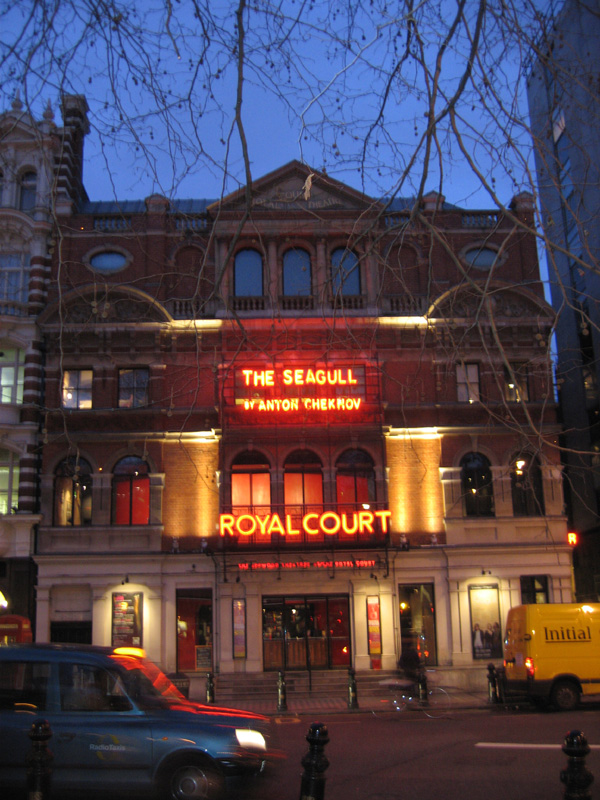

로열 코트 극장(Royal Court Theatre)은 1870년에 창립된 오래된 극장으로서 영국 런던시 슬로언스퀘어에 있다.
1920년대에는 배리 잭슨경이 버밍엄 극단을 인솔하여 버나드 쇼의 <메서셀러로 돌아가라>와 현대복(現代服)에 의한 셰익스피어극 상연 등으로 극장사(劇場史)에 이름을 남겼으며, 더욱이 1956년부터 조지 셰데빈, 토니 리처드슨의 지도 아래 잉글리시 스테이지 컴페니(The English Stage Company)가 이 극장을 차지하여 오즈번의 <성난 얼굴로 돌아보라>를 공연한 후 아든, 웨스커, 핀터 등 새로운 젊은 작가들의 등용문이 되었고, 한편 베케트, 이오네스코, 주네 등 외국 전위작가들의 작품을 공연함으로써 영국 연극사에 획기적 영향과 공헌을 남긴 극장이 되었다.